# Preciosa (álbum de Selena y los Dinos)
Preciosa es el cuarto álbum de estudio lanzado por Selena y los Dinos publicado el 10 de agosto de 1988 bajo la discográfica GP Records. Durante ese mismo año, fue la finalista de "Vocalista Femenina del Año", mientras que la canción «Terco corazón» fue nominada a "Sencillo del año" y A.B. Quintanilla III fue nominado a "Compositor del Año" en los Tejano Music Awards. El título del LP fue el sobrenombre que la familia y amigos le habían dado a Selena.
En el año 2007, este LP fue remasterizado y relanzado dentro de una serie bajo el nombre de Classic Series, Vol. 4. La producción estuvo a cargo del padre de Selena, Abraham Quintanilla Jr. Fue lanzado bajo la discográfica de la familia, Q Productions, y EMI no tuvo participación alguna en esta colección. El sencillo promocional fue «Cien años».
Debido a la remasterización, el tiempo de cada una de las canciones varió, de algunas disminuyó y de otras se elevó.

## Antecedentes
En 1988, Selena tenía 17 años. Para esta época, A.B. y Ricky estaban escribiendo más canciones y el grupo comenzaba a tener un nombre por sí mismo. Lento pero seguro, la base de seguidores comenzaba a crecer y Selena y Los Dinos ya habían superado su temor a grabar y miraban con entusiasmo las nuevas sesiones en el estudio de Manny Guerra en San Antonio. Es en este LP, en el que A.B. se convierte en el principal compositor, lo cual le otorgó una nominación en la categoría "Compositor del Año" en los Tejano Music Awards de 1988.

## Composición
Ya mencionado antes, A.B. fue el principal compositor del LP. Quintanilla compuso cinco de diez canciones. Ricky Vela colaboró en la composición del LP con las canciones "Sabes", "Como Te Quiero Yo a Ti" y "Cariño Mío". Juan Gabriel vuelve a hacer aparición en la carrera discográfica del grupo con la canción "Siempre", cantada por primera vez por Rocío Dúrcal. Una de las canciones más importantes grabadas para la producción fue un cover de la canción popularizada por Pedro Infante, "Cien Años", escrita por Rubén Fuentas y Alberto Cervantes.

## Producción y grabación
El LP completo estuvo producido por Manny R. Guerra. Fue grabado y mezclado en los inicios de 1988 en "Amen Studios" en San Antonio, Texas. La grabación y mezcla estuvieron a cargo de Manny Guerra y Abraham Quintanilla mientras que los arreglos musicales y toques finales estuvieron a cargo de los miembros de la banda (A.B. Quintanilla, Ricky Vela y Jesse Ibarra).

## Promoción

### Sencillos
- «Terco corazón»

"Terco corazón" fue lanzado el 1 de agosto de 1988 como el sencillo líder del LP en estaciones de radio locales de música tejana. Dicho tema, fue nominado en la categoría "Single of the Year" en los Tejano Music Awards.
- «Quiero»

"Quiero" fue el segundo sencillo oficial, puesto en libertad el 31 de agosto del mismo año. Fue promocionado en el show de Johnny Canales en el 88. Este tema se convirtió en la canción favorita de Selena durante varios años.
- «Cómo quisiera»

Como el tercer sencillo oficial, "Cómo quisiera" fue lanzado al mercado el 27 de septiembre de 1988 y siendo promocionado en estaciones de radio locales y variados vinilos. Fue escrito por el A.B. Quintanilla III.
- «Yo fui aquella»

"Yo fui aquella" fue el cuarto sencillo del LP. Se lanzó el 31 de octubre de 1988. Fue promocionada en distintas estaciones de radio locales y fue interpretada en los Tejano Music Awards de 1989.
- «Quiero estar contigo»

"Quiero estar contigo" fue el quinto y último sencillo del LP. Fue puesto en libertad el  2 de noviembre de 1988. Fue el sencillo con la menor promoción ya que solo fue enviado a estaciones de radio locales y esto, debido a que se encontraban con los últimos detalles de su LP siguiente, Dulce amor.

## Listado de canciones
| N.º | Título                   | Escritor(es)                      | Duración |  |
| 1.  | «Terco Corazón»          | A.B. Quintanilla                  | 2:52     |  |
| 2.  | «Cien Años»              | Rubén Fuentes • Alberto Cervantes | 3:07     |  |
| 3.  | «Siempre»                | Juan Gabriel                      | 3:38     |  |
| 4.  | «Quiero»                 | Quintanilla III                   | 3:14     |  |
| 5.  | «Sabes»                  | Ricky Vela                        | 2:25     |  |
| 6.  | «Quiero Estar Contigo»   | Quintanilla III                   | 2:39     |  |
| 7.  | «Como Te Quiero Yo a Ti» | Vela                              | 3:41     |  |
| 8.  | «Yo Fui Aquella»         | Quintanilla III                   | 3:03     |  |
| 9.  | «Cómo Quisiera»          | Quintanilla III                   | 3:13     |  |
| 10. | «Cariño Mío»             | Vela                              | 3:25     |  |

## Uso en otros álbumes
- Los temas "Siempre", "Yo Fui Aquella", "Quiero Estar Contigo", "Terco Corazón" y "Quiero" se incluyeron en sus versiones regrabadas en la compilación 16 súper éxitos originales el 1 de enero de 1990.

- "Terco Corazón", "Siempre", "Quiero", "Quiero Estar Contigo", "Como Te Quiero Yo a Ti", "Cariño Mío" y "Yo Fui Aquella" se presenciaron en la compilación "Personal Best", lanzado el 1 de julio de 1991 bajo la discográfica CBS Records, subsidiaria de Sony Music.

- "Yo Fui Aquella" se compiló en el álbum "Mis Mejores Canciones - 17 Súper Éxitos", el 22 de agosto de 1993. En ese mismo año, el tema "Quiero Estar Contigo" se compiló en el recopilatorio "Grandes Éxitos", lanzado bajo la discográfica Solaray Records, subsidiaria de EMI.

- La canción "Quiero" dio el nombre a la compilación lanzada solo en México en 1993 titulada Quiero.... Este mismo tema apareció en la compilación lanzada por Cema Records con título homónimo "Selena" y en la compilación exclusiva para Venezuela titulada "Como La Flor", ambas lanzadas en 1994.

- El sencillo "Cómo Quisiera" fue incluida y versionada a mariachi en el primer álbum de remezclas de Selena titulado "Siempre Selena" en 1996.

- El 7 de abril de 1998, se lanzó el álbum de remezclas de Selena titulado "Anthology". "Yo Fui Aquella" fue lanzada en versión acústica, los temas "Quiero Estar Contigo" y "Sabes" en versión mariachi y "Cariño Mío" en ritmo cumbia. Esta última apareció en la compilación exclusiva para Chile titulada "Cumbias" en 1999.

- En el año 2000, se lanzó el exitoso álbum "All My Hits, Vol. 2" en el que el tema "Yo Fui Aquella" fue incluido en éste.

- "Quiero" se presenció en el recopilatorio "Selena: 21 Black Jack" en el 2000. Así mismo, apareció en el 2001 en la compilación exclusiva para Venezuela titulada "Serie: Mis Momentos".

- El 4 de noviembre de 2003, Q Productions publica la compilación "Selena y sus Inicios, Vol. 1". En ésta, se tomaron las canciones "Yo Fui Aquella", "Cómo Quisiera" y "Cariño Mío". El 9 de marzo de 2004, "Como Te Quiero Yo a Ti", "Terco Corazón", "Sabes", "Quiero" y "Cómo Quisiera" forman parte de "Selena y sus Inicios, Vol. 2". "Quiero", "Cariño Mío", y "Quiero Estar Contigo" se compilan en "Selena y sus Inicios, Vol. 3" el 24 de agosto de 2004. "Yo Fui Aquella", "Siempre" y "Quisiera Darte" vuelven a aparecer en la serie de colección por segunda vez (excepto la última) el 2 de noviembre de 2004 en "Selena y sus Inicios, Vol. 4".

- El 23 de marzo de 2004, EMI decide publicar un nuevo recopilatorio de Selena titulado "Momentos Íntimos" en el que se publicaba una canción inédita titulada "Puede Ser" junto a Nando Domínguez. En éste, se tomó la canción "Como Te Quiero Yo a Ti" para modificarla a versión balada.

- El 30 de marzo de 2007 se lanzó el álbum exclusivo para México titulado "Antología" en el que incluyó la canción "Quiero".

- "Como Te Quiero Yo a Ti" apareció en el álbum "Through The Years / A Través de Los Años" el 3 de abril de 2007.

## Premios y nominaciones

### Tejano Music Awards (1988)
Este LP le otorgó al grupo distintas nominaciones, además de la primera nominación de A.B. Quintanilla en la categoría "Compositor del Año". En estas premiaciones, el LP tomado en cuenta de la banda para la categoría "Álbum del Año" fue el anterior, "And the Winner Is..." y no "Preciosa". Ganaron una categoría de ellas.
| Año  | Nominado             | Categoría                                                | Resultado |
| ---- | -------------------- | -------------------------------------------------------- | --------- |
| 1988 | Selena               | Female Vocalist of the Year (Vocalista Femenina del Año) | Ganadora  |
| 1988 | And The Winner Is... | Album of The Year (Álbum del Año)                        | Nominado  |
| 1988 | A.B. Quintanilla III | Songwriter of The Year (Compositor del Año)              | Nominado  |
| 1988 | Terco Corazón        | Single of The Year (Sencillo del Año)                    | Nominado  |

## Créditos
| - Primera voz - Selena Quintanilla - Batería - Suzette Quintanilla - Bajo y segunda voz - A.B. Quintanilla III - Teclados - Ricky Vela - Guitarra - Jesse Ybarra | - Productor - Manny R. Guerra - Grabación y mezcla - Amen Studios (San Antonio, Tx.) - Arreglos musicales - Selena y Los Dinos - Vestuario - Nancy Lujan (Nanz'l) - Fotografía - Ramón Hernández |